# Kruhov krapec
Kruhov krapec ali krópec, ponekod tudi postržača ali pršjača, je v krušni peči pripravljena jed, ki so jo gospodinje pripravljale ob peki kruha.
Za krapec oddvojimo manjši del kvašenega testa, ki je pripravljen za kruh, ga razvaljamo na debelino prsta, po njem razvrstimo majhne kupčke zaseke, ki jih malo poglobimo v testo, da potem pri pečenju mast ne odteče s krapca.
Krapec damo peči skupaj s kruhom v krušno peč, ker je krapec veliko tanjši od kruha, je tudi prej pečen. V prejšnjih časih so na kmetijah gospodinje postregle krapec kot poobedek po kosilu.
Krapec še danes pripravljajo na takšen način v Slovenskih goricah, v Prekmurju in Prlekiji pa pripravljajo krapec na drugačen način.

## Krompirjev krapec
Krompirjev krapec je na enak način pripravljena pogača kot krapec, samo da gospodinje moki primešajo krompir. Na ta način so krapec pripravljali v časih, ko je bilo pomanjkanje moke, danes pa ga kmečke gospodinje pripravljajo kot specialiteto. 

## Ajdov krapec
Ajdov krapec pečejo v Prlekiji na podoben način kot krompirjev krapec. Namesto krompirja pšenični moki primešajo ajdovo moko. Ajdov krapec zgoraj namažejo z domačo skuto.